# Desa Pepedan (administrativ by i Indonesien, lat -6,90, long 109,13)
Desa Pepedan är en administrativ by i Indonesien.   Den ligger i provinsen Jawa Tengah, i den västra delen av landet, 260 km öster om huvudstaden Jakarta.